# Felix Rijhnen
Felix Rijhnen (* 9. Juli 1990 in Darmstadt) ist ein deutscher Inline-Speedskater und Eisschnellläufer.

## Leben
Geboren und aufgewachsen in Darmstadt, trainiert er seit 1995 bei der Eis- und Rollschnelllauf Gemeinschaft e. V. Darmstadt. Im Jahr 2006 holte er zwei Bronzemedaillen bei den Junioren-Europameisterschaften und wurde dreifacher Deutscher Juniorenmeister. Obwohl er bei den Junioren-Weltmeisterschaften knapp eine Medaille verpasste und den vierten Platz belegte, konnte er sich im Laufe der Jahre immer weiter verbessern.
Im Jahr 2007 startete er für das Powerslide-Phuzion Team und gewann gleich fünf deutsche Juniorentitel sowie die Deutsche Meisterschaft bei den Aktiven über 5000 Meter. Bei der Europameisterschaft der Junioren im selben Jahr gewann er zwei Silber- und eine Bronzemedaille. Bei den Junioren-Weltmeisterschaften belegte er im 1000-Meter-Rennen den vierten Platz.
Ein sportlicher Erfolg gelang ihm im Jahr 2017 als Mitglied der Sportfördergruppe der hessischen Polizei, als er Weltmeister über 10.000 Meter (Punkterennen) wurde. Ein Jahr später, bei den Weltmeisterschaften in Arnheim (Niederlande), gewann er den Weltmeistertitel über die 42-km-Marathon-Distanz.
Im Jahr 2019 wurde er der erste männliche Sieger aus Deutschland beim Berlin-Marathon, der größten Inline-Speedskating-Veranstaltung der Welt, und sicherte sich gleichzeitig den Sieg im Gesamtweltcup (World-Inline-Cup).
Als Mitglied des Olympiakaders und der Mannschaft Powerslide World Team startet er derzeit in der Senioren-(Aktiven)-Klasse und zeigt auch weiterhin beeindruckende Leistungen. Beim Eisschnelllauf-Weltcup im Dezember 2021 in Calgary holte Rijhnen im Massenstartrennen Platz drei für die DESG und sicherte sich zudem den siebten Platz über 5000 Meter. Mit einer Zeit von 6:12 Minuten qualifizierte er sich für die Olympischen Winterspiele in Peking, wo er am 6. Februar 2022 im Eisschnelllauf über 5000 Meter den 13. Platz belegte.
Im November 2022 konnte Rijhnen einen lang ersehnten Erfolg verbuchen und den ersten deutschen Weltcupsieg seit über sechs Jahren feiern. Dies gelang ihm beim 1. Weltcup 2022/2023 in Stavanger (Norwegen).

## Palmarès
P = Punkterennen, A = Ausscheidungsrennen, PA = kombiniertes Punkte- und Ausscheidungsrennen

### 2006
- Junioren-Weltmeisterschaft in Anyang, Südkorea
  - Bahn: 10. – 10.000 m PA
  - Bahn: 12. – 15.000 m A
  - Straße: 4. – 10.000 m P (deutscher Juniorenrekord)
  - Straße: 7. – Marathon
- Junioren-Europameisterschaft in Martinsicuro, Italien
  - Bahn: Bronze Staffel
  - Bahn: 9. – 10.000 m PA
  - Straße: Bronze Staffel
  - Straße: 4. – Marathon
  - Straße: 6. – 10.000 m P
  - Straße: 8. – 15.000 m A
- Deutsche Juniorenmeisterschaften in Halstenbek
  - Bahn: Gold 10.000 m P
  - Bahn: Gold 20.000 m A
  - Bahn: Bronze 500 m
  - Straße: Gold Marathon
- 15. Platz Berlin-Marathon (WIC) (bester deutscher Skater)

### 2007
- Junioren-Weltmeisterschaften in Cali, Kolumbien
  - Bahn: 4. – 1000 m
  - Bahn: 13. – 10.000 m K
  - Straße: 9. – 10.000 m P
  - Straße: 5. – Marathon
- Junioren-Europameisterschaft in Heerde, Niederlande
  - Bahn: Silber 1000 m, 3000 m Staffel
  - Bahn: Bronze 500 m
- DM in Berlin
  - Bahn: Gold 5000 m
  - Bahn: Silber 10.000 m P, 1500 m
- Deutsche Juniorenmeisterschaften in Seeheim-Jugenheim
  - Bahn: Gold 300 m, 500 m, 5000 m, 20.000 m, 3000 m Staffel
- Hessenmeisterschaften
  - Hessischer Junioren-Hallenmeister
  - Süddeutscher und Hessischer Juniorenmeister
- 16. Platz ZDF-Inliner-Days (WIC)(bester deutscher Skater)
- 23. Platz Berlin-Marathon (WIC) (bester deutscher Skater)
- Sieger Fränkische Schweiz Marathon
- Sieger Köln Marathon

### 2008
- EM in Gera
  - Straße: Bronze 5000 m Staffel
- DM in Jüterbog
  - Bahn: Gold 1500 m, 10.000 m P, 20.000 m A
  - Bahn: Silber 5000 m
  - Skater des Jahres 2008
  - Felix Rijhnen ist momentan Inhaber von 5 Deutschen Juniorenrekorden.
- Hessenmeisterschaften
  - Hessischer Hallenmeister
- Sieger Gong FM Halbmarathon Regensburg
- 11. Platz Wolvega, Niederlande (GBC) (bester deutscher Skater)

### 2009
- WM in Haining
  - Straße: Bronze Marathon
- EM in Ostende
  - Bahn: Silber 1000 m
- DM in Groß-Gerau und Wedel
  - Straße: Gold 1500 m, 10.000 m P
  - Straße: Silber 5000 m Staffel und Halbmarathon
- Sieger Fränkische Schweiz Marathon

### 2010
- DM in Geisingen und Jüterbog
  - Bahn: Gold 10.000 m P und 15.000 m PA
  - Straße: Gold 1400 m Team
  - Bahn: Silber 1000 m und 5000 m Staffel
  - Bahn: Bronze 500 m
- Sieger Fränkische Schweiz Marathon

### 2011
- EM in Heerde, Niederlande
  - Bahn: 5. – 10.000 m PA
  - Bahn: 6. – 3000 m Staffel
  - Bahn: 10. – 1000 m
  - Straße: 5. – 10.000 m P
  - Straße: 4. – 5000 m Staffel
  - Straße: 6. – Marathon
- DM in Bayreuth und Bielefeld
  - Bahn: Gold 10.000 m P, 10.000 m PA und 1000 m
  - Straße: Gold Marathon
  - Bahn: Bronze 500 m und 5000 m Staffel
- German-Inline-Cup
  - Sieger Gesamtwertung
  - Sieger Rhein-Main Skate-Challenge, XRace, Geisingen Halbmarathon
  - 5. Platz Köln Marathon
- Sieger Flaanders Grand-Prix Zandvoort, Belgien
- 3. Platz Northshore-Marathon Duluth, USA
- 8. Platz Berlin-Marathon (bester deutscher Läufer)

### 2012
- WM in Ascoli Piceno – San Benedetto del Tronto, Italien
  - Bahn: 8. – 10.000 m PA
  - Bahn: 12. – 1000 m
  - Straße: 5. – 10.000 m P
  - Straße: 8. – Marathon
- EM in Szeged, Ungarn
  - Bahn: 7. – 5000 m Staffel
  - Bahn: 10. – 15.000 m A
  - Bahn: 15. – 10.000 m PA
- DM in Gera
  - Bahn: Gold 10.000 m P, 10.000 m PA und 5000 m Staffel
  - Bahn: Silber 1000 m
  - Bahn: Bronze 300 m und 500 m
- World-Inline-Cup
  - 3. Platz Gesamtwertung
  - 4. Platz Dijon (bester deutscher Läufer)
- German-Inline-Cup
  - 2. Platz Köln Marathon
  - 3. Platz Berlin-Marathon

### 2013
- WM in Ostende, Belgien
  - Straße: Silber 10.000 m P
- EM in Almere, Niederlande
  - Bahn: Silber 10.000 m PA
- DM in Homburg
  - Bahn: Gold 1000 m, 10.000 m P und 10.000 m PA
- German-Inline-Cup
  - 2. Platz Berliner Halbmarathon, Köln Marathon
  - 3. Platz Geisingen HM

### 2014
- EM in Geisingen, Deutschland
  - Bahn: Silber 10.000 m PA, 3000 m Staffel
  - Straße: Gold Marathon
- DM in Groß-Gerau
  - Bahn: Gold 1000 m, 10.000 m P und 10.000 m PA
- German-Inline-Cup
  - Sieger Berliner Halbmarathon
- Sieger Fränkische Schweiz Marathon
- 2. Platz EO-Skate Race

### 2015
- German-Inline-Cup
  - Sieger Gesamtwertung, Berliner Halbmarathon und Salzburg
  - 2. Platz Arena Geisingen Halbmarathon

### 2016
- WM in Nanjing, China
  - Straße: Bronze 5000 m Staffel
- EM in Heerde, Niederlande
  - Straße: Silber 10.000 m P
- DM in Bayreuth
  - Bahn: Gold 10.000 m P, 10.000 m A und 3000 m Staffel* Silber: 1000 m
- Sieger World-Inline-Cup in Ostrava, Tschechien
- 2. Platz Swiss-Skate-Tour, City-Skate Basel, Schweiz
- 2. Platz Europacup-Gesamtwertung (Langstrecke)[1]
- 3. Platz World-Inline-Cup in Incheon, Südkorea

### 2017
- World-Roller Games (Weltmeisterschaften) in Nanjing, China
  - Straße: Gold 10.000 m P
  - Straße: Silber 5000 m Staffel
- World Games in Wrocław, Polen
  - Bahn: Silber 15.000 m A
- EM in Lagos, Portugal
  - Bahn: Silber 3000 m Staffel
- DM in Leipzig
  - Bahn: Gold 1000 m, 10.000 m A, 3000 m Staffel

- Sieger World-Inline-Cup in Rennes, Frankreich

- 2. Platz World-Inline-Cup in Incheon, Südkorea
- Sieger German-Inline-Cup Hamburg
- Sieger German-Inline-Cup Salzburg, Österreich

### 2018
- Weltmeisterschaften in Arnhem, Niederlande
  - Marathon: Gold
- EM in Zandvoorde, Belgien
  - Straße: Bronze 20.000 m A
- DM in Großenhain
  - Bahn: Gold 10.000 m A

- Sieger German-Inline-Cup Salzburg, Österreich

- 3. Platz World-Inline-Cup in Harbin, China
- 3. Platz World-Inline-Cup in Oropesa del Mar, Spanien
- 3. Platz World-Inline-Cup Overall Ranking 2018
- 2. Platz German-Inline-Cup in Prag, Tschechien

### 2019
- Sieger[2] 46. BMW Berlin-Marathon[3]
- Weltmeisterschaften in Barcelona, Spanien
  - Marathon: Bronze
- Europameisterschaften in Pamplona, Spanien
  - Marathon: Gold
- Sieger Gesamtwertung World-Inline-Cup (Individual)[4]
- DM in Groß-Gerau
  - Straße: Gold 10.000 m A

- Sieger World-Inline-Cup in Rennes, Frankreich
- Sieger World-Inline-Cup in Oropesa del Mar, Spanien
- Sieger World-Inline-Cup in Ostrava, Tschechien
- 2. Platz World-Inline-Cup in Harbin, China

- 2. Platz German-Inline-Cup Berlin

### 2020
- Stundenweltrekord Geisingen, Deutschland – 39,932km

- Chrono-DM Groß-Gerau
  - 1. Platz 1000 m
  - 1. Platz 3000 m

### 2021
- Europameisterschaften in Estarreja, Portugal
  - Marathon: Bronze
  - Bahn: Bronze 10.000 m P/E

- 2. Platz World-Inline-Cup in Madeira, Portugal
- 2. Platz World-Inline-Cup in Berlin-Marathon
- 2. Platz World-Inline-Cup Gesamtwertung

- Sieger German-Inline-Cup in Salzburg, Österreich
- 2. Platz German-Inline-Cup Berlin
- 2. Platz German-Inline-Cup Gesamtwertung

- DM in Halle/Saale
  - Bahn: Gold 10.000 m P/E
  - Bahn: Gold 1000 m

- 3. Platz im Massenstartrennen beim Eisschnelllauf-Weltcup in Calgary, Kanada

### 2022
- Europameisterschaften in L’Aquila, Italien
  - Marathon: Bronze

- 2. Platz World-Inline-Cup in Berlin-Marathon
- 2. Platz World-Inline-Cup in L’Aquila, Italien
- 2. Platz World-Inline-Cup Gesamtwertung

- Sieger German-Inline-Cup in Salzburg, Österreich
- Sieger German-Inline-Cup Berlin
- Sieger German-Inline-Cup Hamburg
- 1. Platz German-Inline-Cup Gesamtwertung

- Sieg im Massenstartrennen beim Eisschnelllauf-Weltcup in Stavanger, Norwegen
- 9. Platz 5000 m beim Eisschnelllauf-Weltcup in Stavanger, Norwegen

### 2023
- 11. Platz 5000 m Eisschnelllauf-WM in Heerenveen, Niederlande

- Neuer Bahnenrekord (6:53,19min) über 5000 m in Frankfurt/Main